# Хяннинен, Яакко
Яакко Хяннинен (фин. Jaakko Hänninen; род. 16 апреля 1997, Финляндия) — финский профессиональный шоссейный велогонщик, выступающий с 2019 года за команду «AG2R Citroën».

## Достижения
2015
1-й  - Чемпионат Финляндии в групповой гонке среди юниоров
1-й  - Чемпионат Финляндии в индивидуальной гонке среди юниоров
2017
1-й  - Чемпионат Финляндии в групповой гонке среди молодёжи
1-й  - Чемпионат Финляндии в индивидуальной гонке среди молодёжи
1-й - Grand Prix Christian Fenioux
2-й  - Чемпионат Финляндии в групповой гонке
3-й - Tour du Chablais
2018
1-й - Tour de Tarentaise (U-23)
1-й - Tour du Chablais (U-23)
1-й - Tour du Gévaudan Occitanie
1-й на этапе 1 - Volta a la Marina
2-й - Tour du Beaujolais
2-й - Circuit des deux ponts
2-й - Grand Prix des Foires d'Orval
3-й  - Чемпионат мира — групповая гонка (U-23)